# Jeremiasz (Sołowjow)
Jeremiasz, imię świeckie Irodion Iwanowicz Sołowjow, po złożeniu ślubów mniszych wielkiej schimy Jan (ur. 30 marca?/10 kwietnia 1799, zm. 24 listopada?/6 grudnia 1884) – rosyjski biskup prawosławny.

## Życiorys
Jego ojciec był służką cerkiewnym we wsi Gieorgijewskoje (gubernia orłowska). Irodion Sołowjow ukończył w 1819 seminarium duchowne w Orle, zaś w 1820 podjął pracę wykładowcy języka greckiego oraz inspektora seminarium duchownego w Siewsku. Dwa lata później został posłusznikiem w Monasterze Pieczerskim w Briańsku. Wspólnota ta skierowała go na wyższe studia teologiczne na Petersburską Akademię Duchowną. Będąc słuchaczem pierwszego roku, 25 listopada 1824, Irodion Sołowjow złożył wieczyste śluby mnisze, przyjmując imię zakonne Jeremiasz. 25 grudnia tego samego roku został wyświęcony na hierodiakona. 14 sierpnia 1827, po ukończeniu kursu Akademii, został wyświęcony na hieromnicha. Nie wrócił do Briańska, lecz został zatrudniony jako katecheta w II korpusie kadetów. Od 1828 żył w Ławrze św. Aleksandra Newskiego.
Od 1829 do 1830 był bakałarzem Petersburskiej Akademii Duchownej, następnie został skierowany do pracy w Kijowskiej Akademii Duchownej. Od 1830 do 1831 był jej inspektorem, od 1831 do 1834 - profesorem nadzwyczajnym teologii. W 1830 otrzymał godność archimandryty. W 1834 przeszedł do pracy w seminarium duchownym w Kijowie na stanowisko jego rektora, które łączył z godnością przełożonego Monasteru Wydubickiego. Od 1837 był ponadto nadzorcą monasterów w eparchii kijowskiej. W 1839 został rektorem Kijowskiej Akademii Duchownej i przełożonym monasteru Objawienia Pańskiego w Kijowie.
6 kwietnia 1841 miała miejsce jego chirotonia na biskupa czehryńskiego, wikariusza eparchii kijowskiej. Po dwóch latach został przeniesiony na katedrę kaukaską i czarnomorską. Został tym samym pierwszym ordynariuszem nowo powołanej eparchii obejmującej parafie prawosławne na Północnym Kaukazie oraz w rejonie wschodniego Morza Czarnego. W Stawropolu, który był stolicą administratury, utworzył seminarium duchowne. Podjął również szczególne starania na rzecz rozwoju budownictwa cerkiewnego. W życiu codziennym cechowała go pokora i skromność. Równocześnie jednak biskup popadł w konflikt z przedstawicielami innych wyznań żyjącymi na terenie administratury.
W 1849 został przeniesiony na katedrę połtawską i perejasławską, zaś po roku został biskupem niżnonowogrodzkim. W 1857 odszedł w stan spoczynku i zamieszkał w Pieczerskim Monasterze Wniebowstąpienia Pańskiego w Niżnym Nowogrodzie. Trzy lata później w tajemnicy złożył śluby mnisze wielkiej schimy z imieniem Jan. Jeszcze jako biskup prowadził surowy, ascetyczny tryb życia, przyjmując za przykład św. Tichona Zadońskiego. Zachowały się jego notatki o charakterze autobiograficznym, dokumentujące przeżycia duchowe.
W 1864 Świątobliwy Synod Rządzący mianował go kierownikiem misji prawosławnej na Ałtaju, jednak z powodu podeszłego wieku schibiskup Jeremiasz nigdy nie udał się we wskazane miejsce. Przeżył jeszcze dwadzieścia lat w Niżnym Nowogrodzie i w tym też mieście został pochowany.